# Monomorium andrei
Monomorium andrei är en myrart som beskrevs av Saunders 1890. Monomorium andrei ingår i släktet Monomorium och familjen myror.

## Underarter
Arten delas in i följande underarter:
- M. a. andrei
- M. a. bernardi
- M. a. fur
- M. a. furunculum